# 加納久致
加納 久致（かのう ひさよし）は、伊勢国八田藩の嫡子。第2代藩主・加納久堅の長男。官位は従五位下・河内守。
宝暦4年（1754年）、八田藩主・加納久堅の嫡子として生まれる。
明和7年（1770年）、第10代将軍・徳川家治に初御目見し、従五位下・河内守に叙任する。
明和9年（1772年）、家督を継ぐことなく死去。享年19。